# یومبوولتنا
یومبوولتنا (به لاتین: Yombuweltenna) یک منطقهٔ مسکونی در سری‌لانکا است که در استان مرکزی (سری‌لانکا) واقع شده‌است.